# Ховер Перальта, Ансельмо
Ансельмо Ховер Перальта (исп. Anselmo Jover Peralta; 21 апреля 1895, Карапегуа, департамент Парагуари — 21 июня 1970, Асунсьон) — парагвайский профессор-социолог, лингвист, эссеист, поэт и политик-социалист, видный член Революционной фебреристской партии.

## Биография
Ансельмо Ховер Перальта изучал педагогику в Монтевидео и право в Национальном университете Асунсьона. Работал учителем в педагогической школе истоличном национальном колледже в Асунсьоне. Был женат на Матильде Люсии Пане.
Участвовал в редакции El Diario, в 1919 году вместе с Федерико Гарсией основал журнал Pórtico. Он также участвовал в учреждении Парагвайской академии испанского языка 30 июня 1927 года.
В юности Ховер Перальта был членом Либеральной партии и даже занимал от неё место в Палате депутатов. Однако с 1920-е годы и до самой смерти был социалистом. Профессор Университета Тулейн (Новый Орлеан, США) Пол Льюис назвал его «социалистом и пацифистом», коммунисты — «самозваным марксистом», подозревая в намерении создать «собственную рабоче-крестьянскую партию».
Участвовал в Февральской революции 1936 года, заняв в революционном правительстве должность министра юстиции, культа и народного просвещения.
Во время его пребывания на посту министра были открыты факультеты стоматологии и экономических наук Национального университета Асунсьона. События первой декады мая лишили министерского статуса Ховера Перальту, принеся во внутренней борьбе победу его правому оппоненту, министру иностранных дел Хуану Стефаничу.
Позже Ховер Перальта будет дипломатически представлять Парагвай в Мексике, Колумбии и на Кубе. Также интересовался возобновлением дипломатических отношений его правительства с Советским Союзом и предложил создать парагвайское общество друзей СССР, предполагая предложить пост почетного председателя этого общества президенту Рафаэлю Франко.
Известно о его намерении создать после Февральской революции Социалистическую партию путем слияния Национально-революционного союза и Парагвайской коммунистической партии. Однако тогдашний коммунистический лидер Оскар Крейдт отклонил это предложение, и объединения двух левых партий не произошло.
После падения революционного правительства, 13 августа 1937 года, Ховер Перальта отправился в ссылку в Буэнос-Айрес, как и многие другие фебреристы, где в 1938 году он основал недолговечную Парагвайскую революционную партию, пытавшуюся утвердиться как партия революции 1936-го года.
Затем он продолжал в 1940-х годах принимать активное участие в Движении фебреристов, пока, наконец, в 1951 году не участвовал в учреждении Революционной фебреристской партии, отстаивая её видение как партии социалистической революции.

## Избранные сочинения
- Escuelas Literarias (1925)
- Sobre la reforma educacional (1926)
- Sobre enseñanza de la literatura (1929)
- Nuestra defensa (1931)
- El bilingüismo en América (1936)
- Vida y Pasión de la Mujer Paraguaya (1941)
- Cancionero del Mate (Buenos Aires, 1942, под псевдонимом Luzán del Campo)
- El Paraguay Revolucionario (1946)
- Toponimia guaraní y Onomástica guaraní (1949)
- Diccionario guarani-español (1949)
- El guaraní en la geografía de América (1950)